# Rallye de Lorraine
Le Rallye de Lorraine (Rallye de Lorraine-Alsace jusqu'en 1960) est une épreuve de rallye française se déroulant sur asphalte annuellement, organisée par l'Association Sportive Automobile Club Lorrain (l'ASAC Lorraine).

## Histoire
Elle est l'une des plus anciennes annuellement disputées dans l'hexagone, et se déroule dans les Vosges, et les régions de Lunéville, de Corcieux, et de Nancy.
Elle est intégrée au Championnat de France des rallyes de 1re division jusqu'en 1981, puis au National (D2) de 1982 à 2003.
Elle a aussi été retenue pour le Championnat d'Europe des rallyes en 1970 et de 1978 à 1981, fréquemment pour l'Euro-Rallye-Trophée, et pour le championnat du Luxembourg en 2009 et 2010.
Bernard Consten, Philippe Kruger, Philippe Souchal et William Wagner l'ont remportée à 4 reprises.
Pour 2013 (58e édition), l'épreuve fait partie de la Coupe de France des rallyes (et ce depuis 2004).
L'édition 2022 a été marquée par le retour victorieux de Quentin Gilbert et Rémi Tutélaire sur Alpine A110 RGT. Ils avaient remportés tous les deux l'édition 2011 sur une Clio Maxi.

## Palmarès

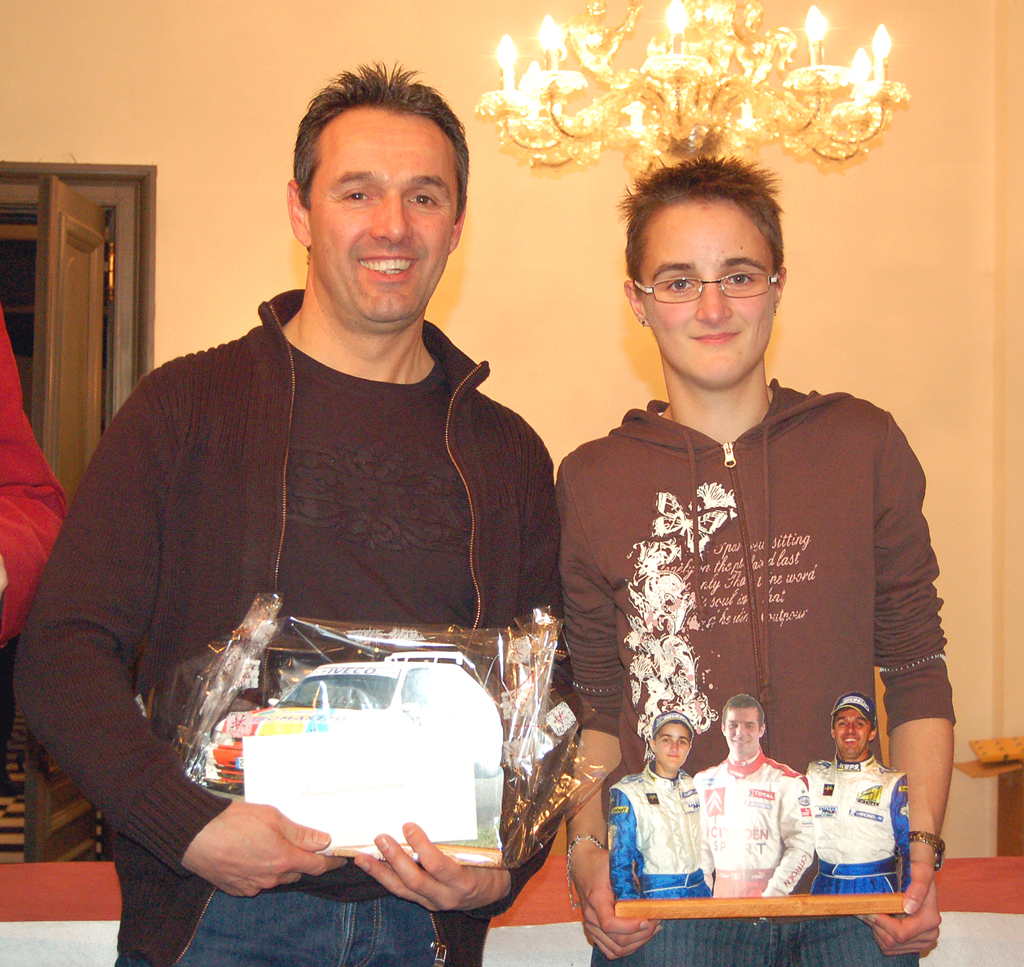
Éric Mauffrey et Marielle Grandemange (également championne de France des copilotes en 2012): remise des prix du Comité Lorraine-Alsace en 2007 (Musée de l'automobile de Mulhouse).

| Année           | Pilote                             | Copilote                           | Voiture                            |
| --------------- | ---------------------------------- | ---------------------------------- | ---------------------------------- |
| 1952            | Jo Schlesser                       | Louis Bathelier                    | Dyna Panhard Cabriolet             |
| 1953            | Russel Cadle                       | Moulet                             | Porsche 1500                       |
| 1954            | Maurice Chanal                     | Antoine Taccone                    | Porsche 1500                       |
| 1955            | Épreuve annulée (tragédie du Mans) | Épreuve annulée (tragédie du Mans) | Épreuve annulée (tragédie du Mans) |
| 1956            | Pierre Thaon                       | Mme Thaon                          | Coach Alpine A106                  |
| 1957            | Bernard Consten                    | Jean Vinatier                      | Alfa Romeo Giulietta 1300          |
| 1958            | Bernard Consten                    | Jean Hébert                        | Alfa Romeo Giulietta 1300          |
| 1959            | Bernard Consten                    | Jean Hébert                        | Lancia Fulvia Zagato               |
| 1960            | Épreuve annulée                    | Épreuve annulée                    | Épreuve annulée                    |
| 1961 - GT       | Hugues Hazard                      | Jean-Pierre Lobertreau             | Facellia F2                        |
| 1961 - Tourisme | Jean Boulier                       | ?                                  | Citroën ID 19                      |
| 1962 - GT       | Henri Oreiller                     | Claude Marbaque                    | Ferrari 250                        |
| 1962 - Tourisme | Bernard Consten                    | Jean Vinatier                      | Jaguar MK2 3.8L.                   |
| 1963 - GT       | Jacques Féret                      | Robert Monraisse                   | Alpine A108                        |
| 1963 - Tourisme | René Trautmann                     | Claudine Bouchet                   | Citroën ID 19                      |
| 1964 - GT       | Christian Poirot (de)              | Massing                            | Porsche 904 GTS                    |
| 1964 - Tourisme | René Trautmann                     | Michel Karaly                      | Lancia Fulvia Zagato               |
| 1965 - GT       | Jo Schlesser                       | Jacques Greder                     | AC Cobra                           |
| 1965 - Tourisme | Jean-Louis Marnat                  | Michel Rigo                        | Austin Cooper S                    |
| 1966            | Gérard Larrousse                   | Pierre Méchain                     | NSU TTS                            |
| 1967            | Christian Poirot (de)              | Jacques Greder                     | Porsche 904 GTS                    |
| 1968            | Gérard Larrousse                   | Marcel Callewaert                  | Alpine A110 Proto 1535             |
| 1969            | Jean-Claude Andruet                | Parice Écot                        | Alpine A110 Proto 1600             |
| 1970            | Jean-Claude Andruet                | Maurice Vial                       | Alpine A110 Proto 1600             |
| 1971            | Épreuve annulée                    | Épreuve annulée                    | Épreuve annulée                    |
| 1972            | Bernard Fiorentino                 | Maurice Gelin                      | Simca CG proto MC 2.2L.            |
| 1973            | Francis Roussely                   | Michel Borens                      | Porsche 911 SC 2.4L.               |
| 1974            | Jacques Henry                      | Maurice Gelin                      | Alpine A110 1800                   |
| 1975            | Jacques Henry                      | Maurice Gelin                      | Alpine A110 1800                   |
| 1976            | Guy Fréquelin                      | Jacques Delaval                    | Porsche Carrerra 2.7L.             |
| 1977            | Francis Roussely                   | Christian Berguet                  | Porsche Carrerra 3L.               |
| 1978            | Bernard Darniche                   | Alain Mahé                         | Lancia Stratos                     |
| 1979            | Bernard Béguin                     | Jean-Jacques Lenne                 | Porsche 911 SC 3L.                 |
| 1980            | Jean Ragnotti                      | Jean-Marc Andrié                   | Renault 5 Alpine (Gr.2)            |
| 1981            | Bruno Saby                         | Françoise Sappey                   | Renault 5 Turbo                    |
| 1982            | Gilbert Sau                        | Annie Albis                        | Renault 5 Turbo                    |
| 1983            | Dominique de Meyer                 | Jean-François Liénère              | Renault 5 Turbo                    |
| 1984            | Bernard Béguin                     | Jean-Jacques Lenne                 | BMW M1                             |
| 1985            | Jean-Pierre Ballet                 | Marie-Christine Lallemand          | Porsche 911 SC SR                  |
| 1986            | Pascal Thomasse                    | Patrick Maine                      | Renault 5 Maxi Turbo               |
| 1987            | François Grandjean                 | Patrick Ruer                       | Porsche 911 SC                     |
| 1988            | Christian Rigollet                 | Michel Bathelot                    | Ford Sierra Cosworth               |
| 1989            | Christian Rigollet                 | Michel Bathelot                    | Ford Sierra Cosworth               |
| 1990            | Jean-Hugues Hazard                 | Gérard Caizergues                  | BMW M3                             |
| 1991            | Éric Mauffrey                      | Damien Chapotot                    | Ford Sierra Cosworth               |
| 1992            | Philippe Kruger                    | Philippe Souchal                   | Toyota Celica GT4                  |
| 1993            | Philippe Kruger                    | Philippe Souchal                   | Toyota Celica GT4                  |
| 1994            | Philippe Kruger                    | Philippe Souchal                   | Toyota Celica GT4                  |
| 1995            | Hugues Delage                      | Gilles Mondésir                    | BMW M3                             |
| 1996            | Benoît Rousselot                   | Pierre Guérin                      | Ford Escort Cosworth               |
| 1997            | Sylvain Polo                       | Gilles Mondésir                    | Renault Mégane Maxi                |
| 1998            | Benoît Rousselot                   | Jack Boyère                        | Renault Mégane Maxi                |
| 1999            | Philippe Kruger                    | Philippe Souchal                   | Ford Escort Cosworth               |
| 2000            | Épreuve annulée                    | Épreuve annulée                    | Épreuve annulée                    |
| 2001            | Alain Vauthier                     | Gérard Petitjean                   | Ford Escort Cosworth               |
| 2002            | Grégory Dapoigny                   | Didier Villaume                    | Renault Mégane Maxi                |
| 2003            | José Adam                          | Benoît Bénito                      | Peugeot 206 WRC                    |
| 2004            | Éric Mauffrey                      | Karine Triboulot                   | Ford Escort Cosworth               |
| 2005            | Marc Barbe                         | Stéphane Renelleau                 | Toyota Corolla WRC                 |
| 2006            | Armando Pereira                    | Karine Gehin                       | Peugeot 206 WRC                    |
| 2007            | Éric Mauffrey                      | Marielle Grandemange               | Peugeot 306 Maxi                   |
| 2008            | Bertrand Pierrat                   | Isabelle Galmiche                  | Toyota Corolla WRC                 |
| 2009            | Marc Barbé                         | Philippe Devienne                  | Peugeot 307 WRC                    |
| 2010            | Benoît Rousselot                   | Gilles Mondésir                    | Peugeot 307 WRC                    |
| 2011            | Quentin Gilbert                    | Rémi Tutelaire                     | Renault Clio Maxi                  |
| 2012            | Brett Barbé                        | Philippe Devienne                  | Peugeot 206 WRC                    |
| 2013            | Quentin Giordano                   | Guillaume Duval                    | Citroën DS 3                       |
| 2014            | Alain Vauthier                     | Stevie Nollet                      | Peugeot 206 WRC                    |
| 2015            | Benoît Rousselot                   | Gilles Mondésir                    | Ford Fiesta WRC                    |
| 2016            | Quentin Giordano                   | Thierry Salva                      | Peugeot 208 T16                    |
| 2017            | Eric Mauffrey                      | Kévin Bronner                      | Peugeot 208 T16                    |
| 2018            | William Wagner                     | Fabrice Gordon                     | Ford Fiesta R5                     |
| 2019            | William Wagner                     | Kévin Millet                       | Volkswagen Polo GTI R5             |
| 2020            | William Wagner                     | Kévin Millet                       | Citroën C3 R5                      |
| 2021            | William Wagner                     | Alison Girard                      | Citroën C3 Rally2                  |
| 2022            | Quentin Gilbert                    | Rémi Tutelaire                     | Alpine A110 RGT                    |
| 2023            | Quentin Gilbert                    | Clément Gutierrez                  | Alpine A110 RGT                    |